# Свартисен
Сва́ртисен (норв. Svartisen) — общее название для двух ледников, расположенных в северной Норвегии. Название происходит от слова svartis, которое означает глубокий цвет льда в контрасте с белым снегом.
Система состоит из двух отдельных ледников:
- Вестре (норв. Vestre) (западный) Свартисен (221 км²) — второй по величине ледник в материковой Норвегии после Юстедалсбреэна (норв. Jostedalsbreen) (на Шпицбергене есть более крупные ледники);
- Эстре (норв. Østre) (восточный) Свартисен (148 км²) — четвёртый по величине ледник на материке.

Свартисен является самым низким ледником на европейском материке. Он располагается на высоте всего 20 м над уровнем моря. Самая высокая точка ледника — 1594 метров, максимальная толщина ледника — 450 метров.

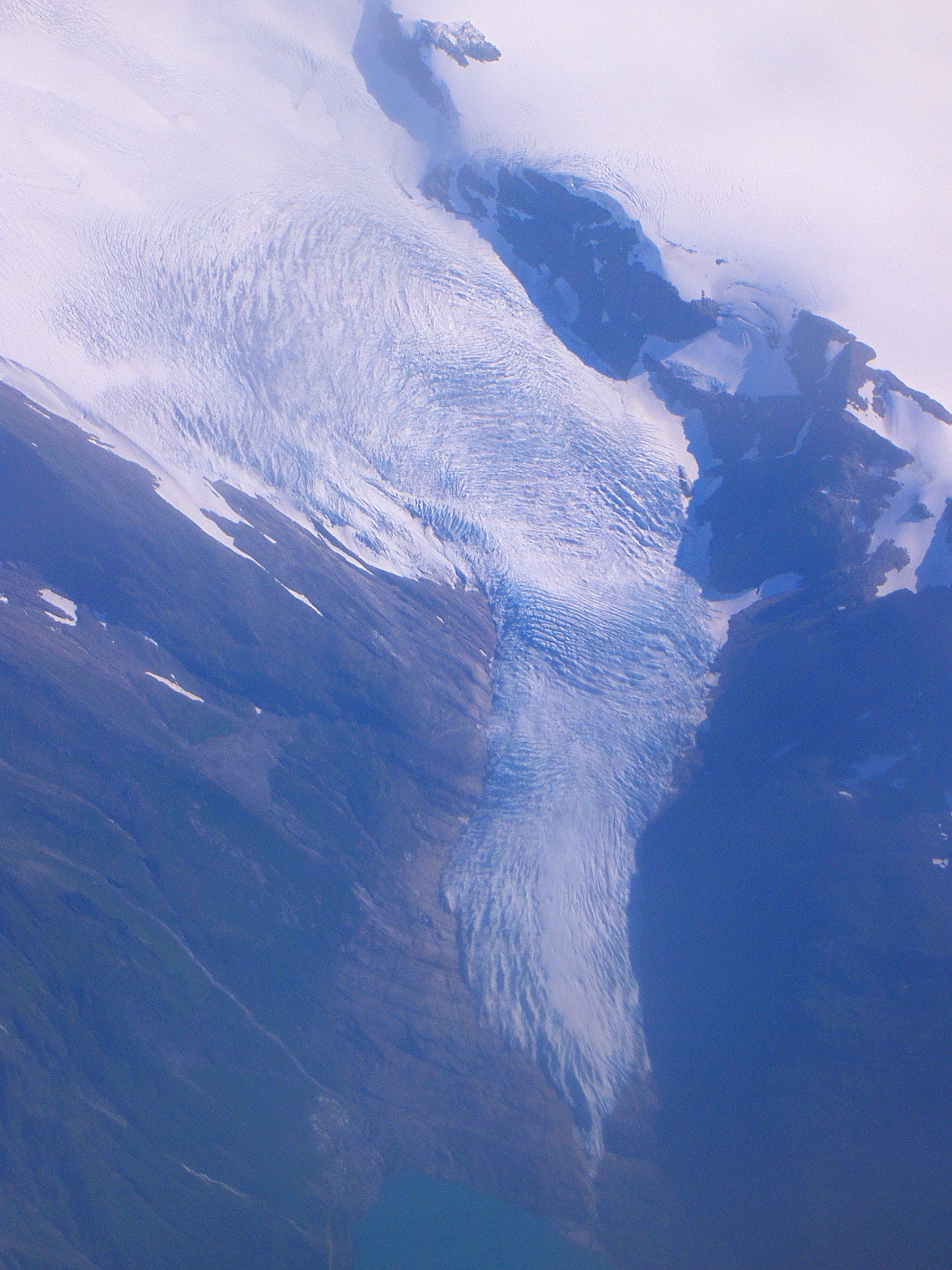
Вид с воздуха на Энгабреен

На этой территории находится большое количество небольших ледников, таких как Глумбреен (норв. Glombreen) в северной части Мелёя, Симлебреен (норв. Simlebreen) в Бейарне. Один из языков ледника Свартисен, Энгабреен (норв. Engabreen) заканчивается в самой низкой точке из всех ледников Европейского континента, на высоте 20 м над уровнем моря (2007 год). Управление водных ресурсов и энергии Норвегии проводит наблюдения за балансом ледяной массы ледника начиная с 1974 года.
Свартисен является частью национального парка Салтфьеллет-Свартисен, расположенного на горном хребте Салтфьеллет.
Вода из ледника собирается и используется для производства гидроэнергии.

## Название
Первый элемент названия, слово svart обозначает черный, окончание названия, слово is, которое обозначает лёд, ледник. Более старый лёд ледника значительно темнее чем новый лёд и свежевыпавший снег.

## Примечания

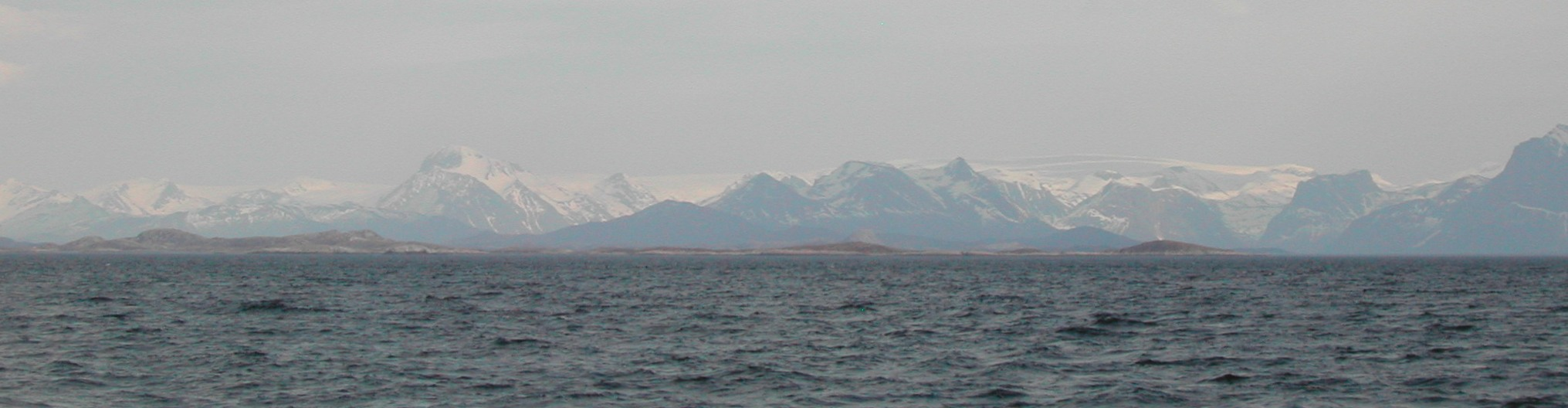
Вид на Свартисен с моря